# Gabriel Chartrand
Pour les articles homonymes, voir Chartrand.
Gabriel Chartrand fut, pendant la Seconde Guerre mondiale, un agent secret canadien du Special Operations Executive, section F. Envoyé sur le terrain, il fut instructeur en armement et explosif, successivement dans deux réseaux, SALESMAN et BUTLER. Gabriel Chartrand est le frère du célèbre anarcho-syndicaliste québécois Michel Chartrand.

## Éléments biographiques

### Mission en France, 1943
Dans la nuit du 14 au 15 avril 1943, Gabriel Chartrand « Dieudonné », avec trois autres agents, est déposé par Lysander près d’Amboise . Philippe Liewer « Clément », qui est un des agents déposés, vient organiser le réseau SALESMAN dans la région de Rouen, avec Gabriel Chartrand comme instructeur en armement et explosifs. Henri Déricourt, qui a organisé le vol et la réception, n’a apporté que deux vélos, si bien que Philippe Liewer et Gabriel Chartrand doivent se séparer. Gabriel Chartrand se cache un moment et finit par retrouver le chef de réseau Philippe Liewer, qui le « case » chez Claude Malraux. Ils passent quelques semaines à s’établir à Rouen pour monter le réseau SALESMAN.
Un jour, à Paris, Gabriel Chartrand rencontre fortuitement Jean Bouguennec « Max », le chef du réseau BUTLER, basé à Château-du-Loir dans la Sarthe. Dans leur échange, ils conviennent que Gabriel Chartrand soit transféré du réseau SALESMAN au réseau BUTLER.
À partir du 3 juin, Gabriel Chartrand devient donc instructeur en armes et explosifs du réseau BUTLER. Pour le remplacer comme saboteur de SALESMAN, c’est Bob Maloubier qui sera envoyé plus tard (parachutage le 16 août).
De juin à août 1943, BUTLER organise plusieurs parachutages clandestins d’armes en provenance d’Angleterre.
Le 6 août, Gabriel Chartrand est arrêté à Tours par deux hommes de la Gestapo. Alors que les Allemands l’emmènent à pied vers le quartier général de la Gestapo, l’un des deux policiers s’éloigne, laissant son collègue seul avec Chartrand. Au premier coin de rue, Chartrand bouscule son garde, lui lance sa bicyclette dans les jambes et s’enfuit en zigzaguant. L’Allemand tire, mais Chartrand parvient à lui échapper, retrouve un pilote américain dont l’avion a été abattu et qui vient de lui être confié, et il le ramène à bicyclette de Tours à Château-du-Loir.
Le 7 septembre, Jean Bouguennec est arrêté par la Gestapo à Paris avec tout un groupe réuni pour déjeuner 61, rue La Condamine (Paris 17e). Absent, Gabriel Chartrand échappe donc à l’arrestation. Mais, dans les jours qui suivent, de nombreux Résistants de Château-du-Loir et des environs sont arrêtés (à Sablé-sur-Sarthe, Dissé-sous-le-Lude, Dissay-sous-Courcillon, etc.) : le réseau est démantelé. Chartrand doit s’éloigner (Tours, Paris, Rennes) et organiser son retour en Angleterre.
Le 1er décembre, Gabriel Chartrand rejoint l’Angleterre sur un bateau de la ligne d’évasion VAR .

### Après la guerre
En 1980, il fonde et, jusqu'en 1986, est le directeur administratif de la maison Biéler et de la Maison Jean Brillant, deux immeubles subventionnés réservés aux vétérans et aux veuves d'anciens combattants. En 1986, il prend sa retraite, à l'âge de 78 ans.

## Identités
- État civil : Joseph Christian Gabriel Chartrand
- Surnom familier : Gaby
- Comme agent du SOE :
  - Nom de guerre (field name) : « Dieudonné »
  - Nom de code opérationnel : MESMERIST (en français HYPNOTISEUR)

## Reconnaissance
- Membre de l'Ordre du Canada (CM), investiture 29 avril 1986.